# クサヨシ
クサヨシ（草葦、学名: Phalaris arundinacea）は、イネ科クサヨシ属の多年草である。背が高くなる草で、1.5mを越える物もある。和名は、アシに似ているがより草っぽいことから。リードカナリーグラスとも呼ばれる。
湿地に群生する姿はアシに似ているが、小穂の構造などは大きく異なり、全くの別属である。外見的には、アシが夏の終わりから秋に穂を出すのに対して、クサヨシは初夏に穂を出す点、アシの穂が柔らかく広がり、あるいは枝垂れるのに対してクサヨシの穂は真っすぐ立つ点などが目立った差異である。

## 特徴
地下に根茎があり、長く這う。茎はしっかりと直立し、高さ80-150cm、時には180cmに達する。茎にはまばらに節があり、節ごとに葉をつける。長い葉鞘の先の葉身は細長く、粉を吹いたように白っぽく明るい緑色。柔らかいが周囲はざらつく。
5-6月に茎の先端に花序を出す。花序は真っすぐに上に向かい、円錐花序だが側枝は広がらず、一本の束になる。花時期には枝がやや広がるが、果実時期には元に戻る。ヨシのように枝が広がったり横向きにしだれたりはしない。
小穂は先のとがった楕円形で長さ4-5mm、左右から偏平で中には小花を一つだけ含む。

### 小穂の構造
2つの包穎はほぼ同じ形で、左右から二つ折りになり、背中側には鋭い竜骨がある。その内部には一回り小さな護穎に包まれた両性花が1つ入っている。その基部には一対の小さな鱗片状の構造があり、先端には長い毛がはえている。これは実は退化した小花である。したがって、本来は3つの小花からなっていることになる。

## 生育環境
北半球の温帯域に広く分布し、日本国内では北海道から九州にごく普通に見られる。日当たりのよい湿地や河川の中流域以下のゆるやかな流れの河畔にも出現する。アシやツルヨシと一緒に生えることもあるが、たいていはそれらの前面、水辺側に出る。

## 利用
普通は特にない。葉に斑入りが入るものをシマガヤ（あるいはシマヨシ var. picta L.）といい、園芸植物として栽培される。

## 化学的な特徴
クサヨシの葉にはDMT、5-MeO-DMT、ブフォテニンが含まれている。DMTは茎と葉に集中しているため、植物全体を犠牲にすることなく、少し刈り込むだけで採取ができる。この DMT という幻覚剤は、喫煙、吸入ではなく、口から摂取した場合にのみモノアミン酸化酵素がその作用を阻害してしまうので、モノアミン酸化酵素阻害薬 (MAOI) と組み合わせて、アヤワスカという呼び名で南米で用いられてきた数千年の歴史がある。DMTは、簡単に絞ることで抽出でき、また栽培も容易であるため、1994年のある著書は北米のDMTを生成するもののうち最もよく、庭に撒き1回刈るだけで十分な量が抽出できると評している。クサヨシとペガヌム・ハルマラとで作ったアヤワスカ・アナログ（類似物）の体験手記も掲載されている。
クサヨシにおける、DMTの合成に関わる中間体はトリプタミンやN-メチルトリプタミンであった。
β-カルボリンとホルデニンの濃度も報告されている。

## クサヨシ属
世界に数種あるが、日本に自生しているのはクサヨシだけである。ただし、雑穀や小鳥の餌として利用されるカナリークサヨシなどが帰化植物として侵入、雑草として野生化している。それらは乾いたところに生える一年草で、かなり趣が異なる。
- オニクサヨシ Phalaris aquatica L.
- クサヨシ Phalaris arundinacea L.
- カナリークサヨシ Phalaris canariensis L.
- ヒメカナリークサヨシ Phalaris minor Retz.
- セトガヤモドキ Phalaris paradoxa L.